# ビー・バップ・パラダイス
『ビー・バップ・パラダイス』は、ビー・バップ・少年少女合唱団（清水宏次朗、仲村トオル、宮崎ますみの期間限定ユニット）のデビューシングル。

## 解説
東映映画「ビー・バップ・ハイスクール 高校与太郎哀歌」挿入歌。
1986年8月18日放送の歌のトップテンに、映画の衣装のまま出演している。
2曲を収録した何枚かのCDも廃盤になり入手困難となっていたが、2022年9月14日から配信サービスが始まった。

## 収録曲
両曲とも、作詞・作曲：都志見隆、編曲：中村哲
A面
1. ビー・バップ・パラダイス（3分52秒）
  - 清水宏次朗、仲村トオル、宮崎ますみ

B面
1. 高校与太郎哀歌（4分40秒）
  - 清水宏次朗、宮崎ますみ

## 収録アルバム
- ビー・バップ・パラダイス / 清水宏次朗（1986年）
- ORIGINAL BEST / 清水宏次朗（1987年）
- ビー・バップ・ハイスクール総集編（1988年12月24日）

## 発売履歴
| 発売日        | 規格 | 規格品番 | 備考 |
| ------------- | ---- | -------- | ---- |
| 1986年7月25日 | EP   | L-1746   |      |
| 1986年7月25日 | CT   | LKC-2009 |      |
| 2022年9月14日 | 配信 |          |      |